# Cruas
 Cruas  es una población y comuna francesa, ubicada en la región de Ródano-Alpes, departamento de Ardèche, en el distrito de Privas y cantón de Rochemaure.

## Demografía
| 2079 | 1978 | 1638 | 2370 | 2200 | 2400 |
| Para los censos de 1962 a 1999 la población legal corresponde a la población sin duplicidades (Fuente: INSEE [Consultar]) |      |      |      |      |      |